# Drevo (teorija grafov)
Drevo je v matematiki (teoriji grafov) graf v katerem sta poljubni dve točki povezani s točno eno enostavno potjo. Po enakovredni opredelitvi je drevo vsak povezan graf brez ciklov. Gozd je nepovezana unija dreves.
Različne vrste dreves, ki se uporabljajo kot podatkovne strukture v računalništvu, v tem smislu niso drevesa, ampak bolj vrsta urejenih usmerjenih dreves.

## Definicije
Za drevo T, ki je neusmerjeni enostavni graf,  veljajo naslednje enakovredne definicije:
- T je povezan in brez ciklov.
- T nima ciklov in, če dodamo katerokoli povezavo, nastane točno en enostavni cikel.
- T je povezan in, če odstranimo katerokoli povezavo (most), postane nepovezan.
- T je povezan in polni graf na treh točkah K3 ni njegov minor.
- Dve poljubni točki v T sta povezani s točno eno enostavno potjo.

Če ima T končno mnogo točk, recimo n, veljata še naslednji dve enakovredni definiciji:
- T je povezan in ima n - 1 povezav.
- T nima ciklov in ima n - 1 povezav.